# Adolphe-Joseph Huot
Pour les articles homonymes, voir Huot.
Adolphe Joseph Huot, né le 15 novembre 1839 à Paris et mort le 19 février 1883 à Cannes est un graveur français.

## Biographie

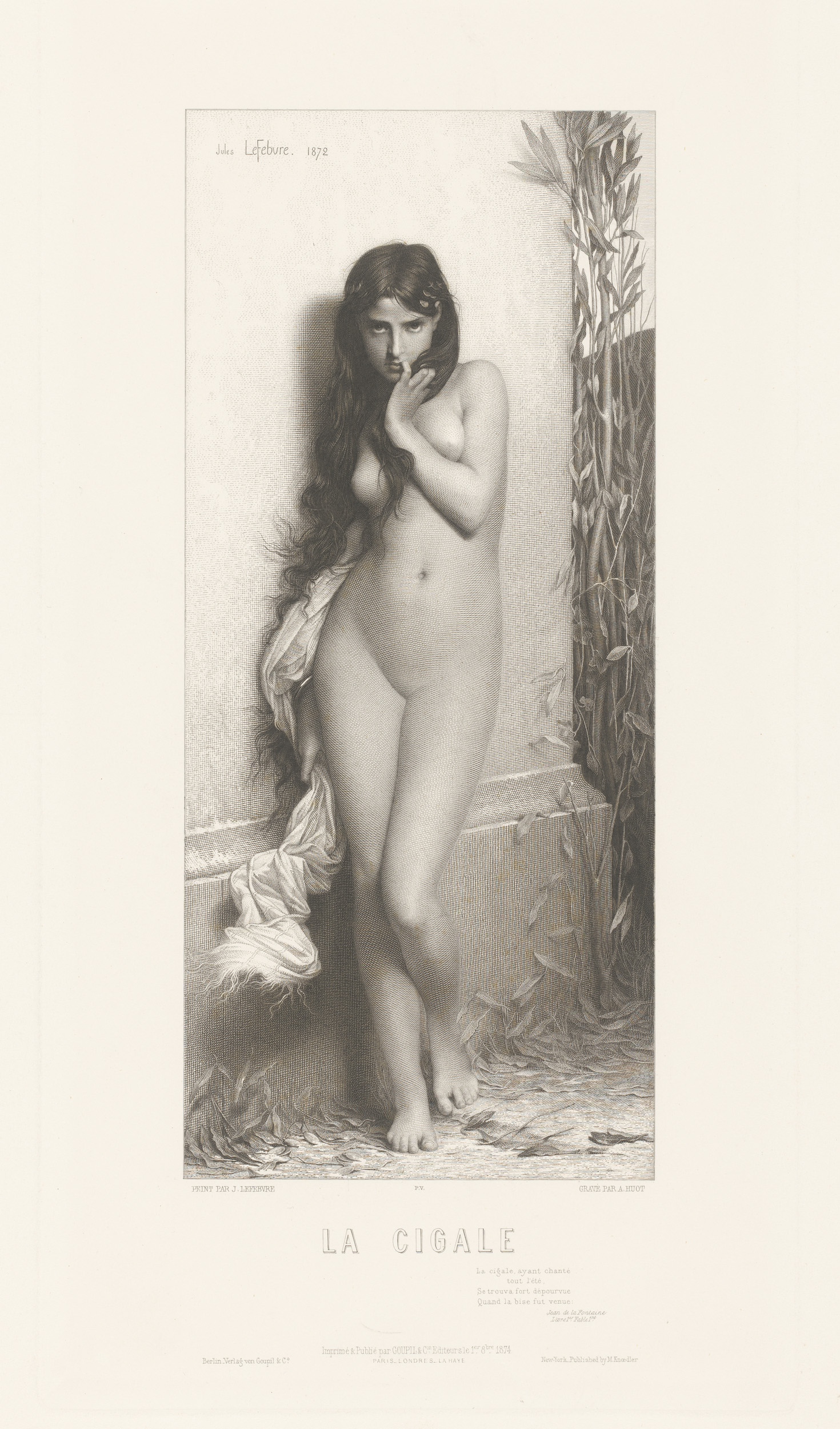
La Cigale (1874), d'après Jules Joseph Lefebvre, gravure éditée par Goupil & Cie.

Adolphe Joseph Huot est le fils de Joseph Xavier Huot, négociant, et de Françoise Tardif, couturière.
Il est élève de Louis-Pierre Henriquel-Dupont. En 1860, il reçoit le deuxième second grand prix de Rome gravure en taille-douce, puis le premier grand prix en 1862. Il est nommé chevalier de la Légion d'honneur en 1878. Il se spécialise dans la gravure d'interprétation.
Il épouse marguerite Escalier.
Adolphe Joseph Huot meurt le 19 février 1883 à Cannes.